# Euathlus
Genre
Synonymes
- Paraphysa Simon, 1892

Euathlus est un genre d'araignées mygalomorphes de la famille des Theraphosidae.

## Distribution
Les espèces de ce genre se rencontrent au Chili, en Argentine et au Pérou.

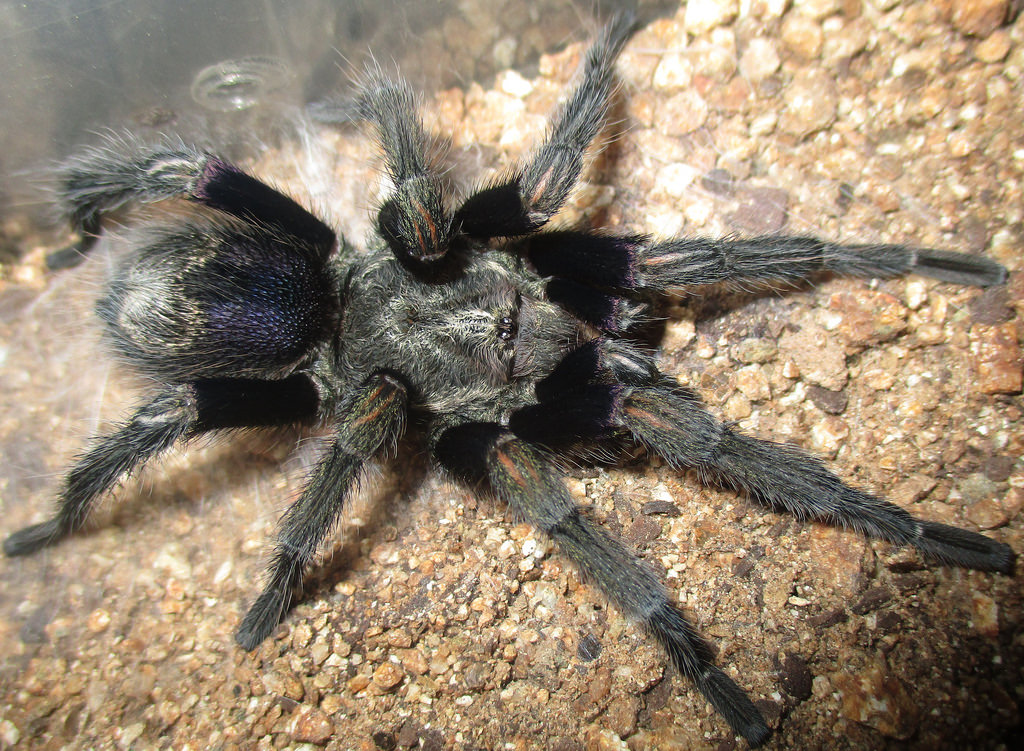
Euathlus truculentus

## Liste des espèces
Selon World Spider Catalog (version 26, 20/02/2025) :
- Euathlus affinis (Nicolet, 1849)
- Euathlus ameghinoi Allegue & Ferretti, 2025
- Euathlus antai Perafán & Pérez-Miles, 2014
- Euathlus atacama Perafán & Pérez-Miles, 2014
- Euathlus condorito Perafán & Pérez-Miles, 2014
- Euathlus diamante Ferretti, 2015
- Euathlus grismadoi Ríos-Tamayo, 2020
- Euathlus manicatus (Simon, 1892)
- Euathlus mauryi Ríos-Tamayo, 2020
- Euathlus pampa Ríos-Tamayo, 2020
- Euathlus parvulus (Pocock, 1903)
- Euathlus sagei Ferretti, 2015
- Euathlus tenebrarum Ferretti, 2015
- Euathlus truculentus L. Koch, 1875
- Euathlus vanessae Quispe-Colca & Ferretti, 2021
- Euathlus ventus Allegue & Ferretti, 2025
- Euathlus walteri Taucare-Ríos, Plaza & Pérez-Miles, 2025

## Systématique et taxinomie
Ce genre a été décrit par Ausserer en 1875.
Paraphysa a été placé en synonymie par Perafán et Pérez-Miles en 2014.

## Publication originale
- Ausserer, 1875 : « Zweiter Beitrag zur Kenntniss der Arachniden-Familie der Territelariae Thorell (Mygalidae Autor). » Verhandlungen der kaiserlich-königlichen zoologisch-botanischen Gesellschaft in Wien, vol. 25, p. 125-206 (texte intégral).